# Corno cutaneo
Il corno cutaneo, conosciuto anche con il nome latino cornu cutaneum, è una proiezione conica costituita da cheratina compatta che può insorgere su lesioni benigne, pre-neoplastiche o maligne. 

## Epidemiologia
Si tratta di una patologia molto rara, più comune negli anziani tra i 60 anni e i 70 anni. L'incidenza è simile tra i due sessi, in alcuni studi vi è una certa prevalenza femminile ma nei maschi insorgono più frequentemente a partire da lesioni pre-neoplastiche o maligne. Sono più comuni in soggetti dal fototipo chiaro (Fitzpatrick I e II).

## Eziologia
Il fattore di rischio più importante è l'esposizione ai raggi UV, in particolare UVB, associata alla presenza di lesioni fotoindotte. HPV-2 potrebbe contribuire alla patogenesi del quadro.

## Istologia
Lo strato granuloso dell'epidermide è assente o assottigliato. L'epidermide presenta displasia diffusa.

## Clinica
I corni cutanei sono lesioni esofitiche singole (molto raramente multiple) costituite da cheratina compatta di altezza almeno doppia rispetto alla base, solitamente di pochi millimetri ma esistono casi eccezionali di diversi centimetri di lunghezza, di colore variabile dal giallo al nero, con creste circonferenziali. La base è costituita da epidermide all'apparenza normale o eritematosa e indurita; in quest'ultimo caso è più probabile che alla base vi sia un carcinoma o flogosi. All'incirca nel 60% dei casi la lesione alla base è benigna mentre la parte restante è per il 30% pre-neoplastica, generalmente una cheratosi attinica e per il 10% maligna, solitamente un carcinoma spinocellulare. I corni cutanei con un basso rapporto tra altezza e base è più probabile che insorgano da lesioni maligne. Sono generalmente asintomatici. Le sedi più frequenti sono la fronte, i padiglioni auricolari, il cuoio capelluto e il dorso delle mani. È comune riscontrare altre lesioni fotoindotte nella cute circostante.

## Diagnosi
La diagnosi di corno cutaneo è clinica. L'esame istologico è necessario per confermare una sospetta lesione pre-neoplastica o maligna.
Le possibili diagnosi differenziali per lesioni di piccole dimensioni sono la cheratosi attiniche, il carcinoma spinocellulare, il cheratoacantoma, la cheratosi seborroiche e le verruche.

## Terapia
L'escissione chirurgica è necessaria per rimuovere lesioni maligne o evitare la degenerazione maligna oltre che per motivi estetici.